# Équipe de Suisse de football en 1922
Cet article présente l'année 1922 pour l'équipe de Suisse de football.

## Bilan
|           | Nombre de matchs | Victoires | Défaites | Matchs nuls | Buts marqués | Buts encaissés |
| Domicile  | 1                | 1         | 0        | 0           | 5            | 0              |
| Extérieur | 4                | 0         | 1        | 3           | 6            | 12             |
| Neutre    | 0                | 0         | 0        | 0           | 0            | 0              |
| Total     | 5                | 1         | 1        | 3           | 9            | 12             |

## Matchs et résultats
| Match amical                             | Allemagne                | 2 - 2   | Suisse                       | Riederwaldstadion, Francfort-sur-le-Main   |                                            |
| 26 mars 1922 · Historique des rencontres | Franz 26e · Seiderer 34e | (2 - 0) | 72e Sturzenegger · 86e Merkt | Spectateurs : 40 000 Arbitrage : Wolf Boas | Spectateurs : 40 000 Arbitrage : Wolf Boas |
| 26 mars 1922 · Historique des rencontres | Rapport                  |         |                              | Spectateurs : 40 000 Arbitrage : Wolf Boas | Spectateurs : 40 000 Arbitrage : Wolf Boas |

| Match amical                             | Autriche                                               | 7 - 1   | Suisse     | Hohe-Warte, Vienne                                |                                                   |
| 11 juin 1922 · Historique des rencontres | Uridil 17e 27e 29e · Kuthan 30e 57e · Fischera 58e 89e | (4 - 1) | 23e Leiber | Spectateurs : 60 000 Arbitrage : Johannes Mutters | Spectateurs : 60 000 Arbitrage : Johannes Mutters |
| 11 juin 1922 · Historique des rencontres | Rapport                                                |         |            | Spectateurs : 60 000 Arbitrage : Johannes Mutters | Spectateurs : 60 000 Arbitrage : Johannes Mutters |

| Match amical                             | Hongrie  | 1 - 1   | Suisse    | Üllői úti, Budapest                                 |                                                     |
| 15 juin 1922 · Historique des rencontres | Blum 63e | (0 - 1) | 18e Merkt | Spectateurs : 25 000 Arbitrage : Heinrich Retschury | Spectateurs : 25 000 Arbitrage : Heinrich Retschury |
| 15 juin 1922 · Historique des rencontres | Rapport  |         |           | Spectateurs : 25 000 Arbitrage : Heinrich Retschury | Spectateurs : 25 000 Arbitrage : Heinrich Retschury |

| Match amical                                 | Suisse                                        | 5 - 0   | Pays-Bas | Spitalacker, Berne                          |                                             |
| 19 novembre 1922 · Historique des rencontres | Abegglen 10e 65e 87e · Pache 19e · Leiber 58e | (2 - 0) |          | Spectateurs : 12 000 Arbitrage : Hugo Meisl | Spectateurs : 12 000 Arbitrage : Hugo Meisl |
| 19 novembre 1922 · Historique des rencontres | Rapport                                       |         |          | Spectateurs : 12 000 Arbitrage : Hugo Meisl | Spectateurs : 12 000 Arbitrage : Hugo Meisl |

| Match amical                                        | Italie           | 2 - 2   | Suisse                  | Motovelodromo, Bologne                              |                                                     |
| 3 décembre 1922 · 14h30 · Historique des rencontres | Cevenini 10e 30e | (2 - 0) | 58e Rameyer · 85e Pache | Spectateurs : 25 000 Arbitrage : Heinrich Retschury | Spectateurs : 25 000 Arbitrage : Heinrich Retschury |
| 3 décembre 1922 · 14h30 · Historique des rencontres | Rapport          |         |                         | Spectateurs : 25 000 Arbitrage : Heinrich Retschury | Spectateurs : 25 000 Arbitrage : Heinrich Retschury |